# Премія «Магрітт» найперспективнішому актору
Премія «Магрітт» найперспективнішому акторові (фр. Magritte du meilleur espoir masculin) — одна з  кінематографічних нагород, що надається з 2011 року бельгійською Академією Андре Дельво в рамках національної кінопремії «Магрітт». Її присуджують молодому акторові, який своєю роботою зробив значний внесок у бельгійську кіноіндустрію. Лауреатом першої премії «Магрітт» у цій категорії за роль у фільмі «Регата» став у 2011 році Жоффре Вербрюгген.

## Переможці та номінанти
Нижче наведено список акторів, що отримали цю премію, а також номінанти. Лауреатів виділено окремим кольором

### 2010-і
| Рік         | Актор                | Назва українською          | Оригінальна назва         |
| ----------- | -------------------- | -------------------------- | ------------------------- |
| 2010 (1-ша) | Жоффре Вербрюгген    | Регата                     | La Régate                 |
| 2010 (1-ша) | Йонас Блоке          | Приватні уроки             | Élève libre               |
| 2010 (1-ша) | Мир Бен Абдельмоумен | Оскар і Рожева дама        | Oscar et la Dame rose     |
| 2010 (1-ша) | Мартін Ніссен        | Ангел на морі              | Un ange à la mer          |
| 2011 (2-га) | Тома Доре            | Хлопчик з велосипедом      | Le Gamin au vélo          |
| 2011 (2-га) | Ромен Давид          | Чорний океан               | Noir océan                |
| 2011 (2-га) | Давид Муржіа         | Упертюх                    | Rundskop                  |
| 2011 (2-га) | Мартін Ніссен        | Гіганти                    | Les Géants                |
| 2012 (3-тя) | Давид Муржіа         | Стрімголов                 | La Tête la première       |
| 2012 (3-тя) | Седрік Константін    | Торпеда                    | Torpedo                   |
| 2012 (3-тя) | Гаель Малю           | Дім на колесах             | Mobile Home               |
| 2012 (3-тя) | Мартін Свабі         | Маленька слава             | Little Glory              |
| 2013 (4-та) | Акілле Рідольфі      | В ім'я сина                | Au nom du fils            |
| 2013 (4-та) | Мехді Дехбі          | Мішок борошна              | Le Sac de farine          |
| 2013 (4-та) | Стів Дрісен          | Ланди                      | Landes                    |
| 2013 (4-та) | Бент Саймонс         | Малюк                      | Kid                       |
| 2014 (5-та) | Марк Зінга           | Смужки зебри               | Les Rayures du zèbre      |
| 2014 (5-та) | Корентен Лобе        | Я зображую труп            | Je fais le mort           |
| 2014 (5-та) | Бенжамін Рамон       | У будь-якому випадку Токіо | Tokyo Anyway              |
| 2014 (5-та) | Маттео Сімоні        | Марина                     | Marina                    |
| 2015 (6-та) | Бенжамін Рамон       | Бути                       | Être                      |
| 2015 (6-та) | Артур Болс           | Упередження                | Prejudice                 |
| 2015 (6-та) | Ромен Желен          | Надновий заповіт           | Le Tout Nouveau Testament |
| 2015 (6-та) | Давид Тілеманс       | Товстунець                 | Bouboule                  |
| 2016 (7-ма) | Йоанн Блан           | Людина за бортом           | Un homme à la mer         |
| 2016 (7-ма) | Лазар Гуссо          | Баден-Баден                | Baden Baden               |
| 2016 (7-ма) | Мартін Ніссен        | Ласкаво просимо додому     | Welcome Home              |
| 2016 (7-ма) | П'єр Олів'є          | Ми, четверо                | Nous quatre               |
| 2017 (8-ма) | Суф'єн Чиля          | Сліпа зона»                | Angle mort                |
| 2017 (8-ма) | Ар'є Вортальтер      | Минуле перед нами          | Le Passé devant nous      |
| 2017 (8-ма) | Містраль Гідотті     | Дім                        | Home                      |
| 2017 (8-ма) | Батисте Сорнен       | Сонар                      | Sonar                     |
| 2018 (9-та) | Тома Мустен          | Обмін принцесами»          | L'Échange des princesses  |
| 2018 (9-та) | Базіле Грунбергер    | Наші битви                 | Nos batailles             |
| 2018 (9-та) | Батист Лальє         | Частина тіні               | Une part d'ombre          |
| 2018 (9-та) | Маттео Саламоне      | Мій кет                    | Mon Ket                   |